# 趙鼎 (高麗)
趙鼎（韓語：조정；？—？），高麗的重臣。他是中國戰國時代趙國王室後人，在後唐時期遷入朝鮮半島，在後三國滅亡後受高麗太祖王建重用，931年被任命為慶尚南道咸安的守令，成為咸安趙氏（韓語：함안 조씨）之祖。

## 生平
趙鼎在後唐時與其他兩位兄弟東渡朝鮮半島，長兄鼎入新羅，二弟入後百濟、三弟入後高句麗。後來高麗平定後三國建國後，931年被高麗太祖王建命為咸安的守令。